# Az élet megy tovább (televíziós sorozat, 2011)
Az élet megy tovább (eredeti cím: A Vida da Gente) 2011-től 2012-ig sugárzott brazil televíziós filmsorozat, amelyet a Rede Globo de Televisão készített. A tévéfilmsorozat alkotója Lícia Manzo. A forgatókönyvet Álvaro Ramos írta. Az élszereplős játékfilmsorozat producere Jayme Monjardim volt. A főszerepekben Rafael Cardoso és Marjorie Estiano láthatóak. Műfaja telenovella és romantikus filmdráma-sorozat. Brazíliában 2011. szeptember 26-ától a Rede Globo vetíti, Magyarországon 2016. augusztus 22-étől az M2 Petőfi sugározza.

## Szereplők
| Szereplő        | Színész               | Magyar hang        |
| --------------- | --------------------- | ------------------ |
| Rodrigo Macedo  | Rafael Cardoso        | Czető Roland       |
| Manuela Fonseca | Marjorie Estiano      | Bogdányi Titanilla |
| Iná Fonseca     | Nicette Bruno         | Zsurzs Kati        |
| Ana Fonseca     | Fernanda Vasconcellos | Gulás Fanni        |
| Eva Fonseca     | Ana Beatriz Nogueira  | Orosz Anna         |
| Jonas Macedo    | Paulo Betti           | Laklóth Aladár     |
| Cris Oliveira   | Regiane Alves         | Mezei Kitty        |

Magyar hangok: Kovács Nóra, Haffner Anikó, Mihályi Győző, Csifó Dorina, Forgács Gábor, Csomor Csilla, Budai Zsófia, Kisfalvi Krisztina, Megyeri János, Fekete Zoltán, Halász Aranka, Boldog Emese, Takácsi Péter